# Epitonium hemmesi
Epitonium hemmesi is een slakkensoort uit de familie van de Epitoniidae. De wetenschappelijke naam van de soort is voor het eerst geldig gepubliceerd in 1988 door DuShane.